# 圣西朗迪让博
圣西朗迪让博（法語：Saint-Cyran-du-Jambot，法語發音：[sɛ̃ siʁɑ̃ dy ʒɑ̃bo]）是法国安德尔省的一个市镇，位于该省西北部，属于沙托鲁区。

## 地理
圣西朗迪让博（47°0'59"N, 1°8'24"E）面积14.21 平方千米，位于法国中央-卢瓦尔河谷大区安德尔省，该省份为法国中部省份，北起卢瓦-谢尔省，西北接安德尔-卢瓦尔省，西南接维埃纳省，南至克勒兹省和上维埃纳省，东临谢尔省。
与圣西朗迪让博接壤的市镇（或旧市镇、城区）包括：安德尔河畔沙蒂永、弗莱雷拉里维耶尔、安德鲁瓦河畔洛谢、圣伊波利特。

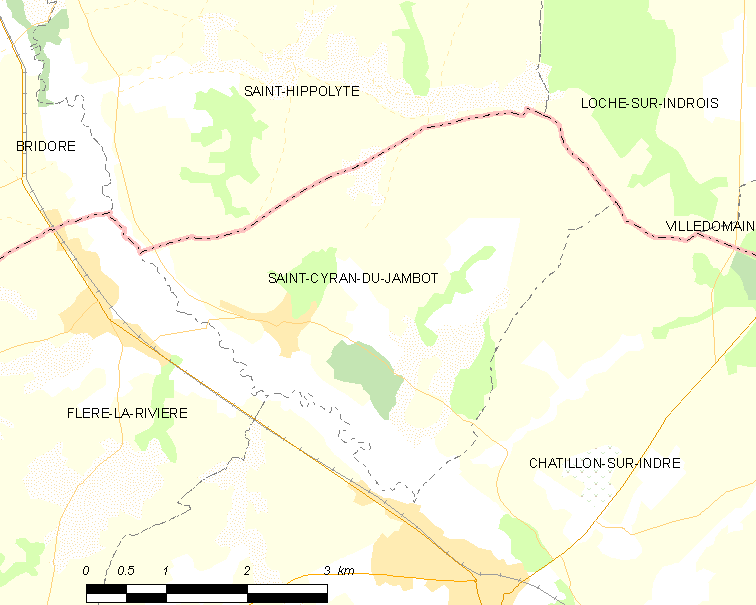
圣西朗迪让博的OSM定位图

圣西朗迪让博的时区为UTC+01:00、UTC+02:00（夏令时）。

## 行政
圣西朗迪让博的邮政编码为36700，INSEE市镇编码为36188。

## 政治
圣西朗迪让博所属的省级选区为比藏赛县。

## 人口

1962-2008年间圣西朗迪让博人口变化图示

圣西朗迪让博于2022年1月1日时的人口数量为171人。